# Đỉnh Broad
Đỉnh Broad (tiếng Urdu: بروڈ پیک) [2] là ngọn núi cao thứ 12 trên thế giới với độ cao 8051 mét (26.414 ft) trên mực nước biển. Cách dịch theo nghĩa đen của tên tiếng Anh "Broad Peak" thành Falchan Kangri (ཨིྰན་ ཨངརི་) không được người dân Balti chấp nhận. Tên tiếng Anh đã được nhà thám hiểm người Anh Martin Conway giới thiệu vào năm 1892, lấy theo tên của núi Breithorn trong dãy Alps.

## Địa lý
Đỉnh Broad là một phần của các khối núi Gasherbrum trong Baltistan trên biên giới của Pakistan và Trung Quốc. Nó nằm trong dãy núi Karakoram khoảng 8 km (5,0 mi) từ K2. Ngọn núi có một số đỉnh: Đỉnh Broad (8.051 m), đỉnh Rocky (8028 m), đỉnh Broad Central (8011 m), đỉnh Bắc Broad (7490 m), và Kharut Kangri (6942 m).

## Lịch sử leo núi
Những người đầu tiên leo lên đỉnh Broad Đỉnh từ ngày 8 và 9 tháng 6 năm 1957 bởi Fritz Wintersteller, Marcus Schmuck, Kurt Diemberger, và Hermann Buhl thuộc một đoàn thám hiểm người Áo do Marcus SChmuck dẫn đầu. Một nỗ lực đầu tiên của nhóm được thực hiện vào ngày 29 tháng 5, nơi Fritz Wintersteller và Kurt Diemberger đạt đến độ cao 8.030 m. Điều này được thực hiện mà không cần sự trợ giúp của bình oxy, những người khuân vác hành lý và cũng không có căn cứ hỗ trợ.
Trên cùng chuyến thám hiểm, Marcus Schmuck và Fritz Wintersteller làm một chuyến chinh phục chớp nhoáng đầu tiên ở đỉnh Skil Brum (7.360 m) ngày 19 tháng 6 năm 1957 trong 53 giờ. Hermann Buhl rơi và chết khi ông và Diemberger cố gắng leo lên gần đỉnh Chogolisa (7.654 m) trên 27 tháng 6 năm 1957. Trong tháng 7 năm 2007 một nhóm leo núi leo người Áo leo đỉnh Broad và lấy xác chết của Markus Kronthaler, người đã chết trên núi một năm trước, từ hơn 8.000 mét.
Trong mùa đông và mùa hè năm 2009 không có ai leo lên các đỉnh núi. Có một đợt thám hiểm của một đội Ba Lan-Canada. Vào mùa hè có một người tử vong tên Cristina Castagna.
Vào mùa hè năm 2012, năm thành viên của "Koroska 8000" - đội Slovenia (do Gregor Lacen chỉ huy) đã leo lên đỉnh núi (mà không cần thở oxy bổ sung và không có nhân viên khuân vác). Họ đã đi trong tuyết sâu từ Trại 4 đến đỉnh núi với hơn 7 cá nhân từ cuộc thám hiểm khác. Tất cả trở về vào ngày 31 tháng 7 năm 2012.
Ngày 05 tháng 3 năm 2013, đoàn leo núi Ba Lan gồm Maciej Berbeka, Adam Bielecki, Tomasz Kowalski và Artur Malek chinh phục đỉnh Broad cao 8000 mét trong mùa đông. Lúc leo xuống, Maciej Berbeka và Tomasz Kowalski đã không đến được Trại 4 (tại độ cao 7400 m) và được thông báo là mất tích. Ngày 07 tháng 3, người đứng đầu cuộc thám hiểm Krzysztof Wielicki cho biết "không có cơ hội nào" đối với việc tìm kiếm Maciej Berbeka 58 tuổi và Tomasz Kowalski 27 tuổi. Ngày 08 Tháng 3, những nhà leo núi này được tuyên bố đã chết và cuộc thám hiểm đã kết thúc.
Vào tháng 7 năm 2013, một nhóm năm người leo núi Iran cố gắng lên thông qua một tuyến đường mới từ mặt phía tây nam. Ba trong số họ - Aidin Bozorgi, Pouya Keivan và Mojtaba Jarahi -. đã leo lên thành công.